# Чабель
Чабель (укр. Чабель) — село в Вировской сельской общине Сарненского района Ровненской области Украины.
Население по переписи 2001 года составляло 1090 человек. Почтовый индекс — 34553. Телефонный код — 3655. Код КОАТУУ — 5625486802.

## Памятник
- Чабельский заповедник — лесной заповедник местного значения.